# Chaim Grade

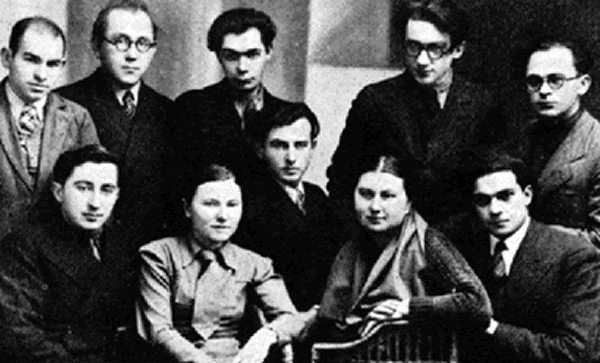
Chaim Grade in der Gruppe Yung Vilne (2. von links stehend, um 1929)

Chaim Grade (auch Chajim Grade; geboren am 4. April 1910 in Wilna, Litauen, damals Russisches Reich; gestorben am 26. April 1982 in New York) war ein litauischer Schriftsteller und Dichter und gilt als einer der führenden jiddischen Schriftsteller des 20. Jahrhunderts.

## Leben
Chaim Grade erhielt eine traditionelle Jeschiwa-, aber auch eine säkulare Erziehung, studierte einige Jahre beim berühmten Rabbiner Karelitz (genannt Chazon Ish), war in seiner Jugend Anhänger der asketischen Musar-Bewegung und amtierte 1923–1931 als Rabbiner in Białystok.
In den 1930er Jahren engagierte er sich für eine politische Lyrik sowie für eine Annäherung von weltlicher jiddischer Literatur und neuen Strömungen der Weltliteratur. Von 1941 bis 1948 war er der bekannteste Exponent einer als Yung Vilne bekannten Gruppe jiddischer Dichter, zu der insbesondere auch Sutzkever gehörte.
Während des Zweiten Weltkrieges – Grade verlor seine Frau Frume-Libe Grade und seine Mutter Wella Grade Rosenthal im Holocaust – überlebte er in der Sowjetunion. 1946 übersiedelte er nach Paris, wo er am Wiederaufbau des jüdischen Lebens nach dem Krieg aktiv beteiligt war. Als Abgeordneter für den Jüdischen Kulturkongress reiste er 1948 in die USA und blieb dann für den Rest seines Lebens in New York City.

## Werke (Auswahl)
- Jo. 1936 (politische Lyrik)
- Musarnikeß. 1939 (episches Gedicht, Schilderung seiner Erfahrungen innerhalb der Musar-Gruppe)
- Dojreß. 1945 („Geschlechter“, Ausdruck seines Hasses gegen die Nazis sowie seiner Liebe zum jüdischen Volk)
- Plejtim. 1947 („Flüchtlinge“, ähnliche Sammlung wie Dojreß)
- Der mameß schaboßim. 1955 (Schilderung des Vorkriegs-Wilna; englisch unter dem Titel: „My Mother’s Sabbath Days. A Memoir“)
- Majn krig mit Hersch Raßejner. 1951 („Mein Streit mit Hersch Rassejner“, Erzählung)
- Schulhojf. 1958 (Erzählung mit einer den mames schabosim ähnlichen Thematik)
- Di agune. 1961 („Die verlassene Frau“, Roman; Schilderung des Streits zweier Rabbinerschulen darüber, ob eine Aguna, also eine allein gebliebene Frau ohne Scheidebrief oder Totenschein des Ehemannes, erneut heiraten dürfe; geschildert wird der Fall einer Frau, deren Mann vor fünfzehn Jahren im Ersten Weltkrieg verschollen war)
- Der mentsch fun fejer. 1962 (Gedichtband, enthält u. a. den Lobpreis auf bereits verstorbene jiddische Dichter)
- Di jeschiwe. 1967–1968 (Roman, 2 Bände; engl. Übersetzung 1976–77)
- Der brunem. (ohne Jahr; Roman)
- Von Frauen und Rabbinern: Zwei Erzählungen (Die Andere Bibliothek, Band 431; dt. Übersetzung von Susanne Klingenstein, 2020)

## Verfilmung
- The Quarrel (1991), basiert auf der Kurzgeschichte My Quarrel